# Diario del Quindío
El Diario del Quindío fue un periódico regional colombiano fundado en 1928, con sede en Armenia y uno de los principales medios de comunicación del Viejo Caldas.

## Historia
Fue fundado en 1928 por el rico empresario Francisco Londoño G., miembro del Partido Conservador. Su primer director fue Marco Mejía Villegas y su administrador Ramón Echeverri Botero.
En sus primeros años fue ampliamente conocido por su radical línea editorial anticomunista y casi fascista. Sin embargo, los más violentos enfrentamientos motivados por el periódico fue entre los conservadores seguidores de Guillermo Valencia y los seguidores de Alfredo Vásquez Cobo.
Su posición ultraderechista contrastaba con la mayoritaria población liberal de la ciudad. También, pese a ser un medio regional, dedicaba sus titulares más a los principales hechos de sangre y noticias nacionales que a noticias locales. También dedicaba grandes espacios a la Crónica Social.
Tras el fin de la hegemonía conservadora, el periódico comenzó a incorporar más columnas y notas escritas por los principales intelectuales de la época, diversificando su cubrimiento noticioso. Así mismo, contaba con información de las principales agencias de noticias de América, como United Press. Sus principales anunciantes eran los más ricos comerciantes de la ciudad, la mayoría de filiación conservadora.
Fue en este medio que apareció el 10 de octubre de 1929, por primera vez el término "ciudad milagro", erróneamente atribuido a Guillermo León Valencia, para referirse a Armenia, en una columna de Eduardo Norris. 
En 1931 asumió Marco Duque Z. como director y como administrador Francisco Luis Gallo. La nueva dirección no obstante no abandonó su línea conservadora y criticó fuertemente  al gobierno del presidente Enrique Olaya Herrera y a las mayoría liberales en el concejo municipal. 
Con el paso de los años, el periódico se convirtió en el principal medio de comunicación pro-autonomista en Quindío, criticando duramente el poder de la Capital Viejocaldense, Manizales. Desde 1932 este medio comenzó a pregonar consignas separatistas, siendo estos los primeros antecedentes de apoyo al separatismo en los medios de comunicación locales. Su apoyo a la secesión continuó hasta la fundación del Departamento de Quindío. 
En 1951 el periódico fue comprado por Julio Barberi Cano, junto con su hermano Hernán Barberi Cano, que dirigió el periódico hasta su muerte en 1991. Con sus nuevos propietarios el periódico tuvo una mayor apertura, permitiendo la participación de miembros del Partido Liberal y el Partido Comunista.